# Nevîrivka, Volodarsk-Volînskîi
Nevîrivka (în ucraineană Невирівка) este un sat în comuna Rîjanî din raionul Volodarsk-Volînskîi, regiunea Jîtomîr, Ucraina.

## Demografie
Componența lingvistică a localității Nevîrivka
     Ucraineană (98%)
     Rusă (2%)
Conform recensământului din 2001, majoritatea populației localității Nevîrivka era vorbitoare de ucraineană (98%), existând în minoritate și vorbitori de rusă (2%).